# Orde van de Vrijheid (Oekraïne)
De Orde van de Vrijheid (Oekraïens: орден Свободи, orden Svobody) is de op een na hoogste niet-militaire onderscheiding van Oekraïne.
De orde werd op 10 april 2008 ingesteld onder president Viktor Joesjtsjenko en kan worden verleend voor erkenning van buitengewone verdiensten ter bevordering van de soevereiniteit en onafhankelijkheid van Oekraïne, de consolidatie van de Oekraïense maatschappij, het ontwikkelen van de democratie, sociaaleconomische en politieke hervormingen, het verdedigen van constitutionele rechten, burgerlijke vrijheden en mensenrechten. De orde kent een enkele graad.
Op 1 december 2015 werd de orde toegekend aan Omelan Kowal, voorzitter van het Comité Ukrainien de Secours en van de Vereniging Oekraïners in België vzw. Vijf jaar eerder had hij de Orde van Verdienste ontvangen.
Orden van Oekraïne

Held van Oekraïne (Gouden Ster · van de Natie)

Vrijheid ·
Vorst Jaroslav de Wijze ·
Verdienste ·
Bohdan Chmelnytsky ·
Helden van de Hemelse Honderd ·
Dapperheid ·
Vorstin Olha ·
Daniel van Galicië ·
Dapper Werk in de Mijnen

Oekraïense presidentiële en militaire onderscheidingen

Kruis voor Militaire Verdienste ·
Ivan Mazepa-Kruis ·
Geëerd Beoefenaar van de Kunsten ·
25 jaar onafhankelijkheid ·
Gouden Hart

Ereteken ·
Medaille voor steun aan de Oekraïense strijdkrachten

Zie ook orden, onderscheidingen en medailles van:

Oekraïne (draagvolgorde) · 
Oekraïense Volksrepubliek (Orde van het IJzeren Kruis) · 
 OekSSR (Rode Vlag van de Arbeid)